# Pettersson
Petterson er et almindeligt svensk efternavn.
Berømte svenskere med efternavnet Petterson:
- Allan Pettersson, en svensk komponist
- Christer Pettersson, en svensk kriminel
- Gösta Pettersson, tidligere svensk cykelrytter

| Slægtsnavne | Spire Denne artikel om et slægtsnavn er en spire som bør udbygges. Du er velkommen til at hjælpe Wikipedia ved at udvide den. |